# Söderås
Söderås är ett bostadsområde i Rättviks kommun med utsikt över Siljan. Den tidigare byn är idag en del av tätorten Rättvik och ligger i dess södra kant. Söderås har kallats för "porten" till Rättvik. I byn finns en byskola med mottot "en sund själ i en sund kropp", ett café, en motorverkstad och ett missionshus. 